# Municipio de Monte Escobedo
El municipio de Monte Escobedo es uno de los 58 municipios del estado mexicano de Zacatecas. Tiene una superficie de 1592 km² y representa el 2.12% de la superficie del estado. La cabecera municipal se encuentra en Monte Escobedo. En este municipio se encuentra localizada la Facultad de Humanidades y Ciencias del Deporte del estado de Zacatecas.

## Geografía

### Ubicación
Ubicado en la parte meridional de la Sierra Madre Occidental, el municipio de Monte Escobedo limita hacia el norte con el municipio zacatecano de Valparaíso y al noreste con los también zacatecanos municipios de Tepetongo y Susticacán. Hacia el este, con los municipios jaliscienses de Huejúcar y Santa María de los Ángeles. Hacia el sur, con los también jaliscienses municipios de Totatiche, Colotlán y Villa Guerrero; así como Mezquitic hacia el oeste. Sus coordenadas son al norte el paralelo 22°43′ al sur 22°5′ su longitud está comprendida entre los 20' y los 42' del meridiano de Grenwich.

### Flora
Entre la flora del municipio, sobresalen el pino real, pino triste, roble, encino, cedro, madroño, pitahayo, huizache, manzanillo y el mezquite.

### Fauna
Las principales especies animales silvestres que subsisten en el municipio son el Águila real, halcón peregrino, jabalí, liebre, conejo, venado cola blanca, coyote, faisán, pájaro carpintero, puma y pato silvestre.

## Población
Cuenta con una población de 8683 según el censo de población y vivienda realizado por el INEGI en 2020.

### Principales Localidades por Población
| Nombre                       | Población (2020) |
| ---------------------------- | ---------------- |
| Monte Escobedo               | 4 247            |
| Laguna Grande                | 947              |
| María de la Torre            | 250              |
| Adjuntas del Refugio         | 246              |
| Gómez                        | 190              |
| La Masita                    | 147              |
| Colonia Potrero Nuevo        | 125              |
| Colonia Vicente Guerrero     | 122              |
| Colonia Anacleto López       | 120              |
| El Capulín de los Ruiz       | 116              |
| Jocotic                      | 103              |
| San Ramón                    | 99               |
| San Luis El Gato             | 94               |
| Santa Bárbara                | 87               |
| San Bartolo                  | 84               |
| El Pocito                    | 70               |
| Ojo de Agua de Rojas         | 62               |
| El Durazno                   | 60               |
| Huejuquillita de los Márquez | 56               |
| Berrendos                    | 50               |
| La Masa                      | 49               |
| Los Romero                   | 48               |
| El Parral                    | 46               |
| Cienega de Room              | 42               |
| San Antonio de Abajo         | 42               |
| Estancia de García           | 41               |
| La Soledad                   | 40               |
| El Rincón                    | 37               |
| La Candelaria                | 36               |
| Paso del Río Atoloac         | 35               |
| El Paso                      | 30               |
| San Isidro                   | 30               |
| Camachos                     | 29               |
| El Guaje                     | 28               |
| Buenavista                   | 27               |
| El Salvador                  | 27               |
| Pastoría                     | 27               |
| Las Carboneras               | 26               |
| Lagunita de los Martínez     | 25               |
| Laguna Honda                 | 25               |
| Jácome                       | 24               |
| Los Cedros                   | 24               |
| San Diego                    | 23               |
| El Espejo                    | 22               |
| San Fernando                 | 21               |
| El Saucito                   | 20               |

## Historia

### Fundación
La fundación de San Andrés del Astillero (nombre que se le otorgó desde su origen y con el cual se conoció durante varios años) se remonta al siglo XVI más específicamente en el año 1577, tal como lo demuestra la merced más antigua de tierra otorgada dentro del territorio que actualmente ocupa el municipio de Monte Escobedo fechada el 20 de marzo de 1577.
El nombre de Monte Escobedo se le impuso en honor a la familia Escobedo originaria de España y antiguos propietarios de este territorio, quienes lo adquirieron para proveer de madera a varias minas de Zacatecas.
El capitán don Francisco de Escobedo y Díaz fue el primer propietario de este lugar, fue además un prominente mercader y minero. Sus padres fueron Hernando de Escobedo y Mari Díaz originarios de la villa de Torrijos en el arzobispado de Toledo en Castilla, España. ￼ Ya para finales del siglo XVI residían en las Minas Ricas de los Zacatecas donde nació Francisco. Su residencia se ubicaba en la plaza mayor de la ciudad de Zacatecas donde actualmente se encuentran el Teatro Fernando Calderón y el Mercado González Ortega, era dueño además de una hacienda de minas donde hoy en día se encuentra el jardín Independencia en esta misma ciudad.
Francisco de Escobedo y Díaz se casó con María de Covarrubias en Zacatecas, la mayoría de sus hijos nacieron y vivieron en San Andrés del Astillero (actual Monte Escobedo).

### SigloXIX
En 1820, por decreto de las Cortes de Cádiz, el antes llamado San Andrés del Astillero o San Andrés del Monte, entonces ya nombrado Monte Escobedo, califica para ser elevado a la categoría de municipalidad. Comprada su hacienda más antigua (Santa Teresa) por el entonces gobernador de Zacatecas, Francisco García Salinas, para darle la connotación de Villa Escobedo, fue truncado el plan al terminar su gobernatura y las autoridades regresaron a su lugar de origen. En 1824, deja de formar parte de la alcaldía mayor de Fresnillo para pasar a formar parte del partido político de Jerez. 

### SigloXX
Fue Monte Escobedo reconocido como municipio libre y soberano con la entrada en vigor de la Constitución de 1917. En cuanto a la lucha de la guerra de Revolución Mexicana, es digno de mención el advenimiento de tropas carrancistas a cargo del general Francisco de Santiago atrincheradas en la hacienda de Santa Teresa donde recibieron el ataque de la División del Norte.